# Arnold Uhrlass
Arnold H. Uhrlass (nascido em 19 de outubro de 1931) é um ex-ciclista olímpico estadunidense. Representou sua nação nos Jogos Olímpicos de Verão de 1964.